# Бора Ванг
Бора Ванг (кит. 王博, род. 9 апреля 1987, Шицзячжуан, Китай) — китайско-турецкий игрок в настольный теннис. Участник летних Олимпийских игр 2012 года.

## Спортивная карьера
Бора Ванг родился 9 апреля 1987 года в Шицзячжуане, Китай. После принял спортивное гражданство Турции и стал представлять её на международных соревнованиях.
Первым соревнование Ванга был чемпионат Европы по настольному теннису в Санкт-Петербурге. На турнире занял 64 место в одиночном соревновании, 32 в парном и 22 в командном.
В 2009 году принимал участие в чемпионате Европы, Про-Туре и чемпионате мира. В этом году отметился только бронзовой медалью в смешанных соревнованиях на ЧЕ в Штутгарте.
В 2010 году стал золотым медалистом чемпионата Европы среди смешанных пар в Суботице. Также в 2010 году стал бронзовым призёром Про-Тура в Будапеште и Каире в парных соревнованиях.
В 2011 году наилучшим результатом стал четвертьфинал чемпионата Европы среди смешанных пар в Стамбуле.
В следующем году стал серебряным призёром на ЧЕ среди смешанных пар в Бузэу и бронзовым призёром на мировом туре в Будапеште.
В 2012 году также принимал участие в летних Олимпийских играх 2012 года. На соревновании занял 17 место в одиночных соревнованиях, проиграв Квадри во втором раунде.
В 2013 году на Средиземноморских играх стал золотым медалистом в командном соревновании и серебряным призёром в одиночном соревновании.
В 2014 году стал бронзовым медалистом на мировом туре в Альмерии.